# Manuel Romero Rubio
Manuel Romero Rubio (* 7. März 1828 in Mexiko-Stadt; † 21. Oktober 1895 ebenda) war ein mexikanischer Politiker.
Unter dem Präsidenten Sebastián Lerdo de Tejada bekleidete er 1876 für kurze Zeit das Amt des Secretario de Relaciones Exteriores. Dessen Nachfolger Porfirio Díaz, Ehemann seiner Tochter Carmen Romero Rubio, machte ihn 1884 zum Secretario de Gobernación.
Romero Rubio galt als prominentestes Mitglied der Científicos (Wissenschaftler), einer Gruppe von Beratern des Präsidenten Díaz, zu der auch Francisco Bulnes, Luis Terrazas, Justo Sierra Méndez, José Yves Limantour und Gabino Barreda gehörten.
| Personendaten    | Personendaten           |
| ---------------- | ----------------------- |
| NAME             | Romero Rubio, Manuel    |
| KURZBESCHREIBUNG | mexikanischer Politiker |
| GEBURTSDATUM     | 7. März 1828            |
| GEBURTSORT       | Mexiko-Stadt            |
| STERBEDATUM      | 21. Oktober 1895        |
| STERBEORT        | Mexiko-Stadt            |